# (523691) 2014 DO143
(523691) 2014 DO143 ist ein großes transneptunisches Objekt im Kuipergürtel, das bahndynamisch als Resonantes KBO (Twotino) eingestuft wird. Aufgrund seiner Größe gehört der Asteroid möglicherweise zu den Zwergplanetenkandidaten.

## Entdeckung
2014 DO143 wurde am 20. Februar 2014 von einem Astronomenteam, bestehend aus B. Gibson, T. Goggia, N. Primak, A. Schultz und M. Willman, auf Bildern, die im Rahmen des Pan-STARRS–Projekts mit dem 1,8–m–Ritchey-Chretien–Teleskop (PS1) am Haleakalā-Observatoriums (Maui) am 15. Januar 2012 entstanden, entdeckt. Die Entdeckung wurde am 17. Juli 2016 bekanntgegeben, der Planetoid erhielt am 25. September 2018 von der IAU die Kleinplaneten-Nummer 523691.
Nach seiner Entdeckung ließ sich 2014 DO143 auf Fotos bis zum 16. April 2004, die im Rahmen des Sloan Digital Sky Survey–Programmes (SDSS) am Apache-Point-Observatorium (New Mexico) gemacht wurden, zurückgehend identifizieren und so seinen Beobachtungszeitraum um zehn Jahre verlängern, um so seine Umlaufbahn genauer zu berechnen. Seither wurde der Planetoid durch verschiedene erdbasierte Teleskope beobachtet. Im Oktober 2018 lagen insgesamt 168 Beobachtungen über einen Zeitraum von 14 Jahren vor. Die bisher letzte Beobachtung wurde im März 2018 wiederum am Pan-STARRS–Teleskop durchgeführt. (Stand 20. März 2019)

## Eigenschaften

### Umlaufbahn
2014 DO143 umkreist die Sonne in 326,94 Jahren auf einer leicht elliptischen Umlaufbahn zwischen 42,68 AE und 52,23 AE Abstand zu deren Zentrum. Die Bahnexzentrizität beträgt 0,101, die Bahn ist 4,18° gegenüber der Ekliptik geneigt. Derzeit ist der Planetoid 42,76 AE von der Sonne entfernt. Das Perihel durchläuft er das nächste Mal 2027, der letzte Periheldurchlauf dürfte also im Jahre 1700 erfolgt sein.
Marc Buie (DES) klassifiziert den Planetoiden als Twotino (RKBO 1:2), während vom Minor Planet Center keine spezifische Einstufung existiert; letzteres ordnet ihn als Nicht–SDO und allgemein als «Distant Object» ein.

### Größe
Derzeit wird von einem Durchmesser von 343 km ausgegangen, basierend auf einem Rückstrahlvermögen von 8 % und einer absoluten Helligkeit von 5,7 m. Ausgehend von diesem Durchmesser ergibt sich eine Gesamtoberfläche von etwa 370.000 km2. Die scheinbare Helligkeit von 2014 DO143 beträgt 22,14 m.
Da es denkbar ist, dass sich 2014 DO143 aufgrund seiner Größe im hydrostatischen Gleichgewicht befindet und somit weitgehend rund sein könnte, erfüllt er möglicherweise die Kriterien für eine Einstufung als Zwergplanet. Mike Brown geht davon aus, dass es sich bei 2014 DO143 um vielleicht einen Zwergplaneten handelt.
| Jahr                                         | Abmessungen km | Quelle   |
| -------------------------------------------- | -------------- | -------- |
| 2018                                         | 321,0          | Johnston |
| 2018                                         | 343,0          | Brown    |
| Die präziseste Bestimmung ist fett markiert. |                |          |